# دنيس كوغلين
دنيس كوغلين (بالإنجليزية: Dennis Coughlin)‏ هو لاعب كرة قاعدة أمريكي، ولد في يناير 1844 في نيويورك في الولايات المتحدة، وتوفي في 14 مايو 1913 في واشنطن العاصمة في الولايات المتحدة.

## وصلات خارجية
- دنيس كوغلين على موقعبيزبول رفرنس.كوم (الدوري الرئيسي) (الإنجليزية)